# Jigmé Losel Wangpo
Jigmé Losel Wangpo (tibétain : འཇིགས་མེད་བློ་གསལ་དབང་པོ་, Wylie : 'jigs med blo gsal dbang po), né le 17 décembre 1964 à Gangtok au Sikkim, en Inde, a été reconnu comme étant le 7e Dzogchen Rinpoché. Il est formé dans les écoles du bouddhisme tibétain gelug et nyingma. Le 15 janvier 2019, il est nommé 8e chef de l’école du bouddhisme tibétain nyingma, lors de la 30e édition du Monlam nyingma à Bodh Gaya. Il remplace Kathok Getse Rinpoché mort accidentellement.

## Biographie
Jigmé Losel Wangpo est reconnu par le 4e Dodrupchen Rinpoché Thupten Trinley Palzang, et confirmé par le dalaï-lama, comme la 7e incarnation de Péma Rigdzin, détenteur de la lignée du Dzogchen, ou 7e Dzogchen Rinpoché. Il a été intronisé le 8 octobre 1972 au Palais Royal du Sikkim, à Gangtok. Son père, Tséwang Paljor, est le neveu et secrétaire de Jamyang Khyentsé Chokyi Lodrö, un grand maître rimé. Sa mère, Péma Tséring Wangmo, issue de la famille des Lakar Tsang, connue au Tibet et en Inde, est aussi la mère de Sogyal Rinpoché.
Jigmé Losel Wangpo a étudié auprès de Dodrupchen Rinpoché au Shedra Nyingma du Sikkim. Il a ensuite rejoint Dharamsala à l'invitation du dalaï-lama, et étudia à l'Institut de dialectique bouddhiste et au monastère de Namgyal durant 7 ans. À 19 ans, il obtient le titre de Rabjampa (Maîtres du bouddhisme tibétain). À 21 ans, il assume  la responsabilité du monastère de Dzogchen reconstruit en Inde. En 1995, il fonde la Dzogchen Shri Senha Charitable Society (DSSCS) dont les buts sont la sauvegarde de la culture tibétaine et le soutien de la communauté des Tibétains en exil.
Dzogchen Rinpoché a étudié auprès de grands maîtres, dont Dudjom Rinpoché, Dilgo Khyentsé Rinpoché et Trulshik Rinpoché, qui avaient tous auparavant occupé le poste de directeur de l'école de bouddhisme tibétain nyingma.

## Famille
Le 7e Dzogchen Rinpoché est marié à Kelsang la, avec qui il a deux enfants, Tulku Tsewang Rinzin (1996-) et Tulku Orgyen Rigdzin  (2000-). Les deux tulkous sont reconnus comme de hautes incarnations de la lignée dzogchen.